# Södra Sallerup
Södra Sallerup är ett område öster om Yttre ringvägen i stadsdelen Husie i Malmö kommun.
Södra Sallerups delområde, det största i kommunen, består till allra största del av landsbygd med diverse gårdar. I Södra Sallerups by, kyrkby i Södra Sallerups socken, vid Yttre ringvägen finns Södra Sallerups kyrka från 1100-talet. Wowragården, en gammal korsvirkesgård som numera är museum, ligger i byn. Fram till år 2000 gick landsvägen mellan Malmö och Bara igenom byn. Numera är vägen österut mot Bara uppriven och den går istället norr om kyrkbyn.
I den östra delen finns två områden med fritidshus och kolonistugor: Almåsa och Kölnans fritidsbyar.
Kölnans fritidsby ligger naturskönt mellan Malmö och Bara. Området anlades 1962 och har idag cirka 300 stugor, här erbjuds större sommarfester vid högtider med dans, lotterier m.m, även diverse andra aktiviteter anordnas som till exempel bingokvällar.
Almåsa fritidsby anlades år 1967 och har nu blivit Sveriges största koloniområde med fler än 600 kolonilotter. Även på Almåsa anordnas fester, aktiviteter och det finns även ett strövområde med motionsslinga.
I området huserar sedan 1985 en ryttarförening, Södra Sallerups Ryttarförening (SSRF). På anläggningen bedrivs träningar och tävlingar. SSRF är en av de fem ridklubbar i Malmöområdet som ingår i sammanslutningen Malmö Ridklubbars Central Organisation (MRCO).